# Narodni park Soomaa
Narodni park Soomaa (estonsko Soomaa rahvuspark) je narodni park v jugozahodni Estoniji. Soomaa ('dežela barij') obsega 390 km², park je bil ustanovljen leta 1993. Je mednarodno pomembno območje za ptice od leta 1989, območje pod zaščito Ramsarske konvencije zavarovanih mokrišč od leta 1997 in območje Natura 2000 od leta 2004.

## Geografija
Narodni park, ki je v Vahe-Eesti (aka Meso-Estonija), je bil ustanovljen leta 1993 za zaščito velikih visokih barij, poplavnih travniških ravnic, paludificiranih gozdov in meandriranih rek. Ozemlje narodnega parka je večinoma pokrito z velikimi barji, ki jih med seboj ločujejo reke porečja Pärnu - reke Navesti, Halliste, Raudna in Lemmjõgi. Od visokih barij je najbolj opazno Kuresoo, katerega strmo južno pobočje, ki pade proti reki Lemmejõgi, se dvigne za 8 metrov na razdalji 100 m.
Na vzhodnem robu narodnega parka ležijo najvišje sipine na estonskem kopnem, ki ležijo približno 50 kilometrov od današnje obale. Najbolj značilne obalne formacije predhodnika sedanjega Baltskega morja, Baltsko ledeno jezero (pred 11.200–10.600 leti), ki označuje enkratni vodostaj, so na severozahodnem in zahodnem robu Sakala. Sipine Ruunaraipe so najvišje na tem območju. Sipinski greben, ki se vije od severozahoda do jugovzhoda, je 1,2 km dolg peščeni greben, katerega največja višina je 12 metrov.
Leta 2009 se je narodni park Soomaa, kot največji nepoškodovani sistem šotnega barja v Evropi, ohranjen kot divjina, pridružil mreži divjih območij PAN Parks, saj se je izkazal z odličnostjo pri združevanju zaščite divjine in trajnostnega razvoja turizma. Fundacija PAN Parks je bila nevladna organizacija, ki je želela zaščititi evropske divjine. Fundacija je maja 2014 na Nizozemskem vložila stečaj, vendar je sodišče zavrnilo status in je trenutno v likvidaciji .

## Poplave
Ko ogromne količine vode tečejo po Sakala višavju, reke Soomaa ne morejo vse sprejeti. Voda teče po poplavnih travnikih in gozdovih ter pokriva ceste, kar moti povezavo z zunanjim svetom. V nekaterih letih so se spomladanske poplave v 3-4 dneh povečale za meter na dan.
Poplavno območje Riise je nastalo na naslednji način; z največjo površino 175 kvadratnih kilometrov je največje redno poplavljeno območje v Estoniji in celotni severni Evropi. Pri najvišji poplavni površini je lahko pokrito območje 7–8 km. Strmo nagnjena, dvignjena barja stojijo kot otoki v vodi. Poplava se v Soomai pogosto imenuje peta sezona.

## Rastlinstvo in živalstvo
Narodni park Soomaa je najdragocenejši del preostalega obsežnega območja divjine v jugozahodni Estoniji. Barje Kuresoo je eno najbolje ohranjenih velikih barij v Estoniji, z raznolikostjo vrst med najvišjimi.
Rastlinstvo
Aluvialni travniki in gozdovi, ki pokrivajo rečna obrežja, imajo veliko botanično vrednost. Zabeleženih je bilo približno 200 vrst, vključno z Gladiolus imbricatus (turška močvirska gladiola), Iris sibirica (sibirska perunika) in Sedum telephium (velika hermelika). Posebno zanimivi so tudi edinstveni močvirni gozdovi, ki obdajajo območje.
Živalstvo
Prostor redno podpira več kot 1 % posameznikov v ustreznih populacijah labodov Cygnus columbianus in žerjav Grus grus, sestava vrst ptic na teh barjih, zlasti v Kuresoo, pa je ena izmed najbolj reprezentativnih v Estoniji. Zabeležene vrste so: planinski orel (Aquila chrysaetos), mali škurh (Phaeopus Numenius) (več kot 100 parov), zlata prosenka Pluvialis apricaria (ca 150 parov), pobrežnik Calidris alpina schinzii, mali sokol (Falco columbarius), barjanski snežni jereb Lagopus lagopus in močvirski lunj (Circus pygargus).
Med jesensko selitvijo je kraj postanka in počivališče za žerjave (približno 1000) in labode (približno 500), med spomladansko selitvijo (približno 2000) pa za C. columbianus. Kosca (Crex crex) je še vedno veliko na poplavnih travnikih (50-100 parov). Za ribe Esox lucius (navadna ščuka) je pomembno drstišče.
Kot veliko območje divjine je Soomaa dom in območje hranjenja za več sesalcev, ki so izumrli ali so zelo redki v drugih delih Evrope. Najštevilnejše vrste velikih sesalcev so srna, los in divja svinja. Pogosti so tudi bober, ris, volk, rjavi medved.
Raziskave
Narodni park Soomaa z okolico je eno glavnih raziskovalnih področij velikih mesojedih in rastlinojedih živali v Estoniji. Od leta 2004 je bilo organizirano več projektov v sodelovanju med Državnim naravovarstvenim centrom in univerzami v Estoniji in tujini. Glavni cilj teh študij je bilo telemetrično opazovanje vrst, kot sta ris (Lynx lynx) in volk (Canis lupus).
Leta 2009 je Soomaa dobila certifikat PAN Parks za svojo odličnost v kombinaciji varstva divjine in trajnostnega razvoja turizma. 

## Tradicionalna kultura
V zadnjih 70 letih se je območje narodnega parka Soomaa soočilo z dramatičnimi spremembami zaradi gospodarskih in političnih razmer v 20. stoletju, zaradi česar se je število ljudi zmanjšalo več kot 10-krat (87 prebivalcev po lokalnih občinah v letu 2011). Z izgubo človeških prebivalcev se je izgubilo tudi veliko otipljive in nematerialne kulturne dediščine. Da bi ohranili čim več tistega, kar je ostalo ali je bilo zbrano v muzejih skozi vsa leta, je bila leta 2007 ustanovljena spletna stran http://maastikud.ee/ Arhivirano 2017-05-19 na Wayback Machine.. Projekt, ki sta ga izvedla lokalni nevladni organizaciji http://mardu.ee/ in estonski literarni Muzej je prinesel več toponimov, ki so ključni za to območje, in razkrivajo svojo preteklost. Takšni toponimi igrajo ključno vlogo pri sodobnem ohranjanju. Poznavanje tradicionalne rabe krajine, prebrano iz teh imen, nam lahko pomaga bolje razumeti tudi spremembe ekologije regije.
Zaradi svoje oddaljene lege je Soomaa verjetno edini kraj v Evropi, kjer je tradicija izdelovanja kanujev (estonsko haabjas - drevak) preživela v 20. in 21. stoletju. V zadnjih desetletjih je starodavno izročilo izdelave kanujev ponovno oživelo .
V podporo narodnemu parku Soomaa in njegovi upravi, je več nevladnih organizacij ukrepalo na različnih področjih (http://keskkonnaamet.ee):
- Estonski sklad za naravo je eden izmed pobudnikov za ustanovitev NP Soomaa. Organizator različnih monitoringov in varstvenih počitnic danes (http://talgud.ee).
- Estonski sklad za naravo je ena najstarejših nevladnih organizacij v regiji, ki se ukvarja večinoma z različnimi vprašanji ohranjanja in prebivalci v vasi Tipu.
- Naravoslovna šola Tipu je odgovorna za izobraževalne programe v naravi
- Studio Mardu poskuša vrniti življenje na eno od redkih kmetij, ki so ostale na območju Soomae. Študij lokalne nesnovne dediščine in izgradnja odprtega studia za umetnike in oblikovalce

## Rekreacija in turizem

### Center za obiskovalce
Center za obiskovalce narodnega parka Soomaa je na jugozahodu Estonije med Pärnujem in okrožjem Viljandi, sredi parka, 44 km od središča mest Viljandi in Pärnu. Gradnja centra za obiskovalce je bila končana leta 1998 in je bila postavljena na zgodovinskem križišču starodavnih zimskih poti, ki so jih do začetka 20. stoletja uporabljali za prevoz blaga iz Pärnuja do Viljandija.
Cilj centra za obiskovalce je dati vse potrebne informacije tistim turistom, ki pridejo raziskovati naravo Soomae. Obstajajo natisnjene informacije za več naravnih poti, pa tudi medijski vodiči, filmi in majhna javna knjižnica. Možno je tudi naročiti predavanja o naravi in sodelovati na različnih delavnicah in programih.

### Dejavnosti
Pohodniške in študijske poti
Obstaja več pohodniških in študijskih poti, ki so nameščene po celotnem narodnem parku, da bi lahko najbolje raziskovali naravo:
- Pohodniška pot Riisa: 5 km / ca 3 h / Riisino blato / stražni stolp /
- Pohodniška pot Ingatsi: 4,5 km / ca 3 h / barje Kuresoo / stražni stolp /
- Pot proti bobrom: 2 km / ca 1,5 h / habitat bobra in paludificiran gozd /
- Oksa steza: 800 m / ca 45.min / objekt kulturne dediščine in travniki /
- Pohodna pot Kuuraniidu: 1,2 km / ca 1,5 h / stari gozdni habitat / stražni stolp /
- Mulgi travnik: kamp / poplavne ravnice / bogat ptičji habitat /
- Pohodna pot Tõramaa: 2,5 km / ca 3 h / travnik Halliste, bogat ptičji habitat / ptičje opazovališče /
- Pohodniška pot Meiekose: 2,8 km / ca 3 h / star kolovoz skozi zapuščeno vas Tõramaa / pol naravni habitati /
- Pohodniška pot Kuresoo: 32 km / 2 dni / različna krajinska in kulturna zgodovinska mesta /
- Hüpassaarejeva študijska pot: 5 km / 2,5 h / Kuresoo barje / polovični naravni habitati / muzej Mart Saar
- Študijska pot Tipu: 3 km / 2 h / kulturno zgodovinska najdišča / tradicionalna podeželska pokrajina / polovični naravni habitati

Podrobnejše informacije o naravnih in pohodniških poteh Soomaa s spletne strani državnega gozdarskega centra [3
Vodeni izleti
V Soomai je pet letnih časov - pomlad, poletje, jesen, zima in sezona z visoko vodo. 
Sezona kanuja traja od aprila do oktobra. Vožnja s kanuji je tudi eden najboljših načinov za seznanitev s Soomao. Vožnja na poplavljenem območju je pustolovska izkušnja, poplave so pogoste konec marca ali v začetku aprila. Voden izlet na tradicionalnih drevakih je ekskluziven način za veslanje, poleti se organizirajo kampi z gradnjo brlogov.
Na tem območju se lahko sprehodi po barjanskih poteh, poteh na lesenih deskah omogočajo opazovanje posebne flore in favne globokih šotnih barij.
Pozimi, ko je celo mokrišče zamrznjeno, se po zamrznjenih barjih organizirajo vožnje s snežnimi sanmi in v primeru snega tudi izleti za tek na smučeh.
Evropska komisija je leta 2009 imenovala narodni park Soomaa kot vrhunsko destinacijo za počitnice v naravi .